# Out West
Out West è un cortometraggio del 1918, diretto da Roscoe Arbuckle. 

## Trama
Un hobo, cioè un vagabondo, dopo essere stato scoperto a rubare del cibo da alcuni passeggeri, viene gettato giù da un treno in corsa e finisce in una landa deserta. Qui, scampando a un attacco di indiani affamati che vogliono mangiarlo, trova rifugio nella cittadina di Mad Dog Gulch. Appena arrivato, entra nel saloon “The Last Chance” proprio mentre il proprietario, Bill Bullhorn, sta cercando di respingere un’aggressione del bandito Wild Bill Hickup e della sua banda. Con uno stile goffo ma sorprendentemente efficace, l’hobo sventa la rapina, guadagnandosi il posto di barista nel saloon. Tuttavia, Wild Bill non si arrende facilmente. Tornato al saloon ubriaco, inizia a molestare Sue, una ragazza dell’Esercito della Salvezza. Nonostante vari tentativi di fermarlo, tra cui colpirlo con bottiglie e persino sparargli, il bandito si dimostra invulnerabile eccetto che al solletico, la sua unica debolezza, che lo mette in fuga tra le risate generali. Ferito nell’orgoglio, Wild Bill organizza la sua vendetta rapendo Sue e sfidando la città in una sparatoria epica. Mentre il saloon diventa un campo di battaglia, il barista coraggioso insegue Bill fino alla sua capanna e lo sconfigge ancora una volta a forza di solletico. Nel finale, l’hobo e Sue uniscono le forze per spingere la capanna di Wild Bill giù da una scogliera, ponendo fine alle sue malefatte e riportando la pace a Mad Dog Gulch.